# Benteng Anyer
Benteng Anyer is een bestuurslaag in het regentschap Aceh Tamiang van de provincie Atjeh, Indonesië. Benteng Anyer telt 356 inwoners (volkstelling 2010).